# Narraganset

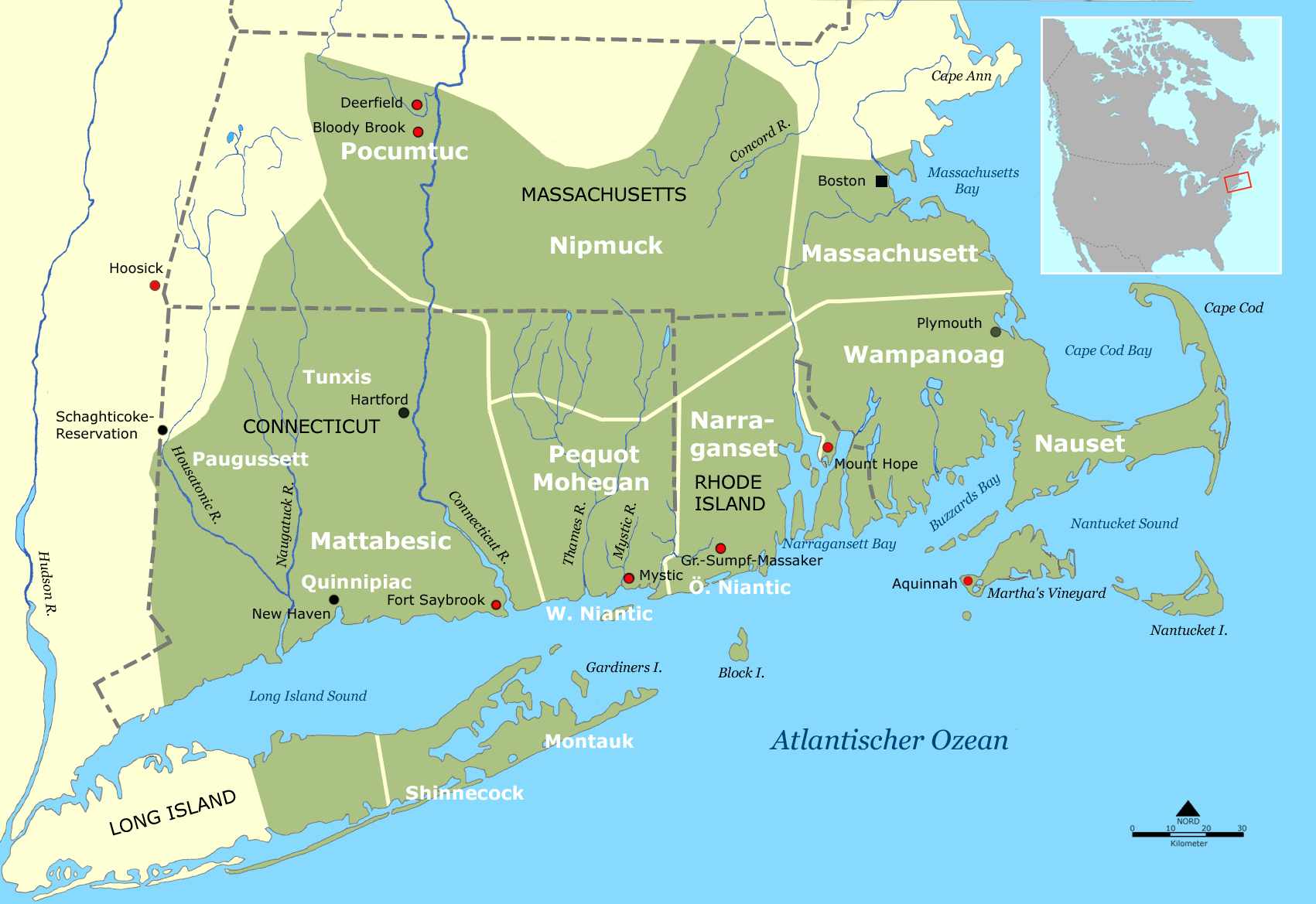
Wohngebiet der Narraganset und benachbarter Stämme, um 1600

Die Narraganset (auch Narragansett) sind ein indianischer Volksstamm aus der Algonkin-Sprachfamilie. Zur Zeit des ersten Kontaktes mit den Weißen waren sie hauptsächlich auf Inseln in der Narragansett Bay, im Gebiet des heutigen US-Bundesstaates Rhode Island und im östlichen Massachusetts beheimatet. Die Narraganset sind mit den traditionell benachbarten Massachusett, Wampanoag und den Östlichen Niantic verwandt.

## Name
Narraganset ist eine englische Form des Algonkin-Worts Nanhigganeuck und bedeutet Volk am kleinen Ort. Die Holländer nannten sie Nahican. Dieser Name erschien erstmals auf Adriaen Blocks Karte von 1614. Weitere Synonyme sind Nahigonsick, Nahiggonike, Nahigonset und Narriganset.
Oft nannten sich die Narraganset einfach Ninuog (‘Menschen’ oder ‘die Menschwesen’). Hingegen bezeichneten sie die ihnen fremden Pilgerväter einfach als Awaunagesuck (‘die Fremden’), die Weißen wurden allgemein auch Waumpeshau (‘Weiße Menschen’) genannt.

## Sprache
Die Narragansett-Sprache gehört wie die eng verwandten Idiome der Pequot, Mohegan, Niantic und Montaukett zu den Östlichen Algonkin-Sprachen. Einige Stammesmitglieder sprechen noch heute die originale Algonkin-Sprache, obwohl sie schon ausgestorben war und nur zum Teil aus Büchern des frühen 20. Jahrhunderts wieder erlernt werden konnte. Roger Williams, der Mitbegründer Rhode Islands, beherrschte die Sprache und beschrieb sie in einer 1643 erschienenen Dokumentation A Key into the Language of America (dt.: Schlüssel zur Sprache Amerikas). Williams gab den Stammesnamen mit Nanhigganeuck an. Eine Anzahl englischer Begriffe stammen aus der Narraganset-Sprache, zum Beispiel quahog (Muschelart), papoose (indianischer Säugling), powwow (indianisches Fest), squash (Kürbisart) und succotash (Gericht aus Bohnen und Mais).

## Wohngebiet
Die Narraganset bildeten im 17. Jahrhundert eine Konföderation, die aus den Herrschaftsbereichen mehrerer Sachems (engl. Sachemdom) bestand. Ein Sachemdom war das begrenzte erbliche Gebiet eines bestimmten Stammes, wie der Narraganset, Coweset oder Östlichen Niantic. Diese wurden jeweils von Angehörigen einer dominanten patrilinearen Familie beherrscht und waren wiederum in kleinere Sachemdoms unterteilt, die von weniger mächtigen Sachems geführt wurden. Das Narraganset-Sachemdom umfasste den südlichen Teil des heutigen Kent-Countys, außerdem Dutch und Conanicut Island und fast das gesamte Washington County.
Das Wohngebiet der Narraganset im 17. Jahrhundert bestand aus vier verschiedenen Landschaftsformen: Meeresküsten, Wälder, Flussläufe und Teiche. Das westliche Ufer der Narragansett-Bay und die angrenzende Küste des Block-Island-Sunds bestanden aus Meeresarmen, Marschland und flachen Stränden, wo es Krabben, Hummer, Muscheln, Austern, Fische und Wassergeflügel im Überfluss gab. Im angrenzenden Mischwald fand man Kastanien, Eichen, Hickory-Bäume, Ahorn, Birken und Kiefern, und er war unterbrochen von Bachläufen, Sümpfen, klaren Quellen, niedrigen Hügeln und Felsgruppen. Hier konnten Hirsche, Elche, Bären, Wölfe, Füchse und Eichhörnchen gejagt oder in Fallen gefangen werden. In den Flüssen und Bachläufen, wie dem Pawtuxet, Blackstone, Queens, Pawcatuck und Pocasset River, fingen die Narraganset Fische und Biber, während die Ufer der Süßwasser-Teiche als Siedlungsplätze dienten, an denen es Fische und Wassergeflügel gab.

## Gruppen der Narraganset
| Gruppe           | Wohngebiet                                                       |
| ---------------- | ---------------------------------------------------------------- |
| Coweset          | am mittleren Pawtuxet River bei Coventry, Rhode Island           |
| Narragansett     | südliches Rhode Island und Narragansett Bay                      |
| Östliche Niantic | äußerster Süden von Rhode Island, Küste am Block Island Sund     |
| Pawtuxet         | bei Providence, Rhode Island, an der Mündung des Pawtuxet Rivers |
| Shawonet         | am mittleren Pawtuxet River bei West Warwick in Rhode Island     |

## Kultur
Den Europäern fielen die Narraganset durch ihren eifrigen Handel mit selbsthergestelltem Muschelschmuck und Wampum auf. Von ihnen ist auch bekannt, dass die Männer oft mehr als eine Frau hatten und bei einem Winterritual ihren persönlichen Besitz verbrannten. Bis zu ihrer nahezu völligen Vernichtung in den Jahren 1675 und 1676 waren sie der mächtigste und bevölkerungsreichste Stamm im südlichen Neuengland.

### Lebensweise
Die Narraganset zogen, wie die meisten Neuengland-Stämme, im Zyklus der Jahreszeiten zu ihren wichtigsten Nahrungsquellen im Wald, auf den Feldern und im Wasser. In den ersten warmen Frühlingstagen errichteten sie ihre Häuser bei den Feldern, die oft nahe der Küste lagen, und pflanzten Mais, Bohnen und Squash. Anschließend bauten sie mitten in den Feldern kleine Hütten zur Bewachung der sprießenden Saat. Alle Familienmitglieder hatten die Aufgabe, die jungen Pflanzen vor den Vögeln besonders in der Morgendämmerung zu schützen. Der Umzug in der Mitte des Sommers hatte zwei Gründe: erstens, um den Flöhen zu entgehen, und zweitens, um weiter entfernte Felder zu bestellen. Das Sommerhaus ähnelte einem runden Wigwam, bei dem Pfosten in den Boden gesteckt, über einem Feuer nach innen gebogen und oben zusammengebunden wurden. Der Wigwam wurde außen mit Birken- und Kastanienrinde bedeckt, innen mit Matten ausgelegt und an der höchsten Stelle befand sich ein Rauchabzug. Ein derartiges Sommerhaus konnte man in wenigen Stunden abbauen und transportieren.
Im August ernteten die Narraganset den Mais, trockneten ihn auf Matten in der Sonne und lagerten ihn als Wintervorrat in unterirdischen Verstecken. Diese tiefen, mit Matten bedeckten Löcher im Boden waren den englischen Siedlern verhasst. Sie nannten diese Einrichtung Indianer-Scheunen und mochten sie nicht, weil ihr weidendes Vieh oft durch die Matten in die Tiefe stürzte.
Die Ernte endete mit dem Beginn der Jagdsaison im September, die bis in den Winter andauerte. Die Jäger bauten kleine Jagdhütten aus Rinde und Reisig im Wald, wo man Hirsche und anderes Wild in den vorherigen Monaten beobachtet hatte. War das Jagdgebiet nicht zu weit vom Dorf entfernt, nahmen die Jäger ihre Frauen und Kinder mit. Im späten Herbst erfolgte der wichtigste saisonale Umzug des Jahres, von den Sommerfeldern in die in bewaldeten Tälern liegenden Winterquartiere. Der Winter-Wigwam war ein mit Rinde und Matten bedecktes Langhaus. Er konnte bis zu 20 Familien Platz bieten und die Auswahl des Standortes richtete sich nach der Verfügbarkeit von Feuerholz.

### Technologie
Eine Lebensweise, die häufigen Ortswechsel erforderte, erlaubte nicht den Besitz von zahlreichen, sperrigen Werkzeugen. Die Narraganset bevorzugten deshalb für mehrere Zwecke geeignete Geräte, die man leicht an Ort und Stelle herstellen konnte und beim Umzug einfach liegen ließ. Objekte von längerer Herstellungsdauer mussten so leicht wie möglich sein. Ausnahmen von dieser Regel, wie große Keramik-Krüge und schwere hölzerne Mörser, ließ man gewöhnlich im Lager oder Dorf zurück, um sie bei der nächsten Anwesenheit wieder zu verwenden.
Die wichtigste Waffe für Jagd und Krieg waren Pfeil und Bogen. Die Bogen, die man um 1603 in der Gegend von Cape Cod verwendete, waren aus Haselnuss (Zaubernuss, Genus Hamamelis) hergestellt, zwischen fünf und sechs Fuß (1,52 bis 1,83 m) lang, schwarz-gelb bemalt und mit drei gedrehten Sehnen bespannt. Die etwa 95 cm langen hölzernen Pfeile, an denen drei lange schwarze Federn befestigt wurden, transportierte man in Köchern aus Binsen. Es gab auch Pfeile aus Holunder, die aus einem lose sitzenden Vorderteil in einem dazu passenden Hauptschaft bestanden, so dass der Hauptschaft wieder verwendet werden konnte, während die Spitze im getroffenen Wild oder Feind stecken blieb.
Pfeilspitzen fertigte man aus Stein, Geweihspitzen, Adlerzehen, Knochen und Krabbenschwänzen oder die Pfeile wurden einfach angespitzt. Schon bald nach Eintreffen der Europäer begannen die Indianer, dieses ursprüngliche Material durch Eisen, Kupfer und Messing zu ersetzen. Pfeilspitzen aus Metall findet man häufig an archäologischen Grabungsstätten. Sie sind sowohl europäischen Ursprungs als auch von den Indianern aus gebrauchten Kesseln und anderen metallenen Objekten gefertigt worden.
Das Einbaum-Kanu aus Kiefer, Eiche oder Kastanie konnte von einem Mann mittels steinernen Werkzeugen in 10–12 Tagen gefertigt werden. Die größten Boote waren 40 oder 50 Fuß (12,20 m bis 15,25 m) lang und boten Platz für 40 Personen.

### Gebäude
Die Narraganset bewohnten unterschiedlich große Häuser von fast identischer Bauart. Lange flexible Stangen wurden in gleichen Abständen um die zu überbauende Fläche in den Boden getrieben, gebogen, bis sie die Stange der gegenüberliegenden Seite berührten, und dort zusammengebunden. Kleinere horizontale Stangen verband man darauf mit den senkrechten, um das Gerüst zu stabilisieren, und bedeckte die gesamte Konstruktion mit Rindenstücken und gewebten Matten.
Kleinere Häuser für zwei Familien waren gewöhnlich rund, ungefähr 14–16 Fuß (4,27 m bis 4,88 m) im Durchmesser, von Matten bedeckt, mit einer zentralen Feuerstelle, einem viereckigen Loch im Dach über dem Feuer und einer niedrigen, mattenverhangenen Türöffnung. Wenn man den Wohnort wechselte, wurde das Gerüst zurückgelassen, doch die Matten konnte man zusammenrollen und zum neuen Lagerplatz transportieren. Größere Bauten gab es ebenfalls, offenbar vorwiegend für den Winteraufenthalt, wenn sich die Bevölkerung mehr konzentrierte. Es gibt Berichte von bis zu 100 Fuß langen und 30 Fuß breiten (30,48 m × 9,14 m) Häusern, die eine Reihe von 2 bis 4 Feuerstellen enthielten und 40–50 Personen Platz boten. Die Inneneinrichtung bestand aus Matten und Fellen, die direkt auf den Boden oder auf niedrige, hölzerne, ungefähr 30–40 cm hohe Plattformen gelegt wurden. Zwei gegabelte Äste steckte man auf beiden Seiten des Feuers in den Boden, sodass sie eine Stange hielten, an denen Kochtöpfe hingen. Bei Regenwetter, wenn der Rauchabzug zumindest teilweise verhängt war, mussten sich die Bewohner manchmal auf den Boden legen, um dem schlimmsten Rauch zu entgehen.

### Arbeitsteilung
Die Hauptlast der Tagesarbeit lag bei den Frauen, während die Männer für die Jagd, den Fischfang, den Tabakanbau, die Pfosten für den Wigwam und die Herstellung von Kanus zuständig waren. Einige hatten sich auch auf die Herstellung von Pfeilen und Bogen oder Wampum spezialisiert. Alte Männer fertigten Mäntel aus Truthahn-Federn. Zur Frauenarbeit gehörte der Haushalt, die Feldarbeit, der Transport von Lasten beim Umzug, das Sammeln von Muscheln, Flechten von Körben und Weben von Matten.

### Religion
Der Powwow oder Schamane war stets ein Mann und hatte seine Berufung durch einen Traum oder eine Vision erfahren.
Er überwachte die öffentlichen, regelmäßig zur Erntezeit und in der Mitte des Winters durchgeführten Rituale. Weiterhin gab es Rituale bei kritischen Situationen für den Einzelnen oder den ganzen Stamm, wie Dürre, Hungersnot, Krankheit und Krieg. In einem besonderen Langhaus beim Wohnsitz des Sachems fand das Ernte-Ritual statt. Es zog viele Teilnehmer an und dauerte mehrere Tage, in denen gefeiert, getanzt und Geschenke verteilt wurden, die von wohlhabenden Stammesmitgliedern zu diesem Zweck vorher gesammelt worden waren.

### Handel
Etwa ab der Mitte des 17. Jahrhunderts akzeptierten auch englische Händler Wampum als allgemein gültiges Zahlungsmittel. Wampum wurde von den Indianern Long Islands, der Küste Connecticuts und Rhode Islands, insbesondere Shinnecock, Pequot und Narraganset, aus Schneckenmuscheln hergestellt. Darüber hinaus war der Tauschhandel üblich und man tauschte vorwiegend Felle, aber auch Landbesitz und Lebensmittel gegen Messingtöpfe, Glöckchen, Fingerhüte, Angelhaken, eiserne Äxte, Messer, Ahlen, Hacken, Löffel, Glasflaschen, Halsketten, englische Stoffe und Kleidungsstücke.
Zusätzlich zu den Gütern der eigenen lokalen Umwelt beschafften sich die Narraganset wertvolle Produkte aus weiter entfernten Gegenden durch Beteiligung an einem Handelsnetz, das schon lange vor dem Kontakt mit Europäern bestand.
Der europäisch-indianische Handel begann schon früh im 17. Jahrhundert. Die meisten der frühen Erforscher des südöstlichen Neuengland bemerkten die Präsenz von kupfernen Ohrringen, Armbändern, Anhängern und Brustplatten. Das Kupfer könnten sie auch von europäischen Besuchern bekommen haben, aber es ist eher wahrscheinlich, dass es von Maine- und Neuschottland-Indianern stammt, die das Kupfer zuerst von europäischen Fischern und Pelzhändlern erhielten und es dann auf der gut funktionierenden Küsten-Handelsroute der Ureinwohner nach Süden brachten. Der Transport der Güter innerhalb Neuenglands benötigte normalerweise keine langen Wege, vielmehr handelte jede Gruppe mit ihren direkten Nachbarn und so konnten die Waren von Nachbar zu Nachbar weitergereicht werden.

## Geschichte

### Erste Kontakte mit Europäern
Als die Engländer im Jahr 1620 mit der Plymouth Colony ihre erste Kolonie in Neuengland gründeten, gehörten die Narraganset zu den mächtigsten und gefürchtetsten Stämmen der Region. Die erste bekannte Beschreibung der Narragansett kommt allerdings von Giovanni da Verrazzano, der die Narraganset Bay im Frühling 1524 besuchte:
Das sind die bestaussehenden Leute mit den zivilisiertesten Umgangsformen, denen wir auf dieser Reise begegnet sind. Sie sind größer als wir gewachsen … mit fein geschnittenen Gesichtern … ihre Augen sind schwarz und klar und sie sind von vornehmer Art, sehr ähnlich den Leuten aus dem klassischen Altertum.
Von den verheerenden Epidemien, ausgelöst durch europäische Krankheiten, die Neuengland und die maritimen Provinzen Kanadas zwischen 1614 und 1620 heimsuchten, blieben die Narraganset weitgehend verschont, weil ihre Dörfer auf den Inseln in der Narraganset-Bay isoliert vom Festland waren. Ihre Bevölkerungszahl blieb relativ stabil, während benachbarte Stämme 50 Prozent oder mehr ihrer Angehörigen verloren. So konnten sich die Narraganset, auch durch Zuwanderung Überlebender anderer Stämme, zum mächtigsten Volk im südlichen Neuengland entwickeln. Sie unterwarfen einige ihrer Nachbarn und verpflichteten sie zu Tributzahlungen, die gewöhnlich in Wampum geleistet wurden. Um 1620 hatten die Narraganset schon einige Erfahrungen mit Europäern gesammelt und trieben mit den Holländern aus Neuamsterdam regen Handel.
Die Wampanoag gehörten zu den unterworfenen Nachbarn und wohnten im südöstlichen Massachusetts, genau zwischen den Narraganset in Rhode Island und den gerade in Plymouth angekommenen Pilgervätern. Sie begrüßten die neue Siedlung und bemühten sich um eine Allianz mit den Engländern, ein Vorgang, der von den Narraganset mit Misstrauen beobachtet wurde.

### Sachem Canonicus
Im Januar 1622 erhielten die Pilgerväter in Plymouth eine Kriegsbotschaft vom Narragansett-Sachem Canonicus in Form eines in Schlangenhaut gewickelten Pfeilbündels, die sie mit in die gleiche Schlangenhaut gewickelten Gewehrkugeln beantworteten. Damit begann die Angst der Engländer vor einem drohenden Überfall der Narragansett, die bis zum Ausbruch des King Philip’s Wars andauern sollte. Zum Schutz der winzigen Kolonie errichteten die Engländer ein Fort. Doch die Narraganset hatten nun andere Sorgen, da neue Feinde sie bedrohten. 1622 wurden sie von den Pequot angegriffen, die ein umstrittenes Jagdgebiet im südwestlichen Rhode Island beanspruchten und eroberten. Im folgenden Jahr kam es zu einem längeren Krieg mit den Mohawk. In der Zwischenzeit war die Plymouth-Kolonie gewachsen und eine größere Anzahl englischer Puritaner hatte an der Massachusetts Bay gesiedelt.
Sachem Canonicus mied die englischen Kolonisten, doch er konnte den Verrat der Wampanoag nicht ignorieren. 1632 entschloss er sich, sie erneut zu unterwerfen, doch die Engländer unterstützten die Wampanoag, so dass die Narraganset sich zurückziehen mussten. 1633 wurde Neuengland von einer erneuten Serie von Epidemien heimgesucht und die Narraganset verloren erstmals 700 Stammesmitglieder durch Pocken.

### Roger Williams
Roger Williams (1603–1683) gilt als Gründer des amerikanischen Baptismus und Vorkämpfer der Religionsfreiheit. Er war auch davon überzeugt, dass der englische König kein Recht hatte, indianisches Land zu beanspruchen. Da er nicht zögerte, seine Meinung öffentlich zu äußern, verbannten ihn die Puritaner aus Massachusetts und bezeichneten ihn als gefährlichen Radikalen. 1636 zwang man ihn, in das Wohngebiet der Narraganset zu gehen, wo er Land von ihnen erwarb und die Kolonie Rhode Island gründete. Sein korrektes Verhalten gegenüber den Indianern leitete eine lange Periode gegenseitigen Vertrauens und Respekts ein, die erst mit dem Ausbruch des King Philip’s Wars 1675 endete.
Die Besiedlung Connecticuts durch englische Kolonisten begann 1636, als die Holländer abgezogen waren. Es kam zu Spannungen zwischen den puritanischen Siedlern und den Pequot, seinerzeit dem mächtigsten Stamm der Region, und die Zwischenfälle häuften sich. Als 1636 ein Schiffskapitän namens John Oldham von einigen Westlichen Niantic auf Block Island getötet wurde, sandte die englische Führung eine Expedition von 80 Freiwilligen unter John Endecott mit dem Befehl aus, die indianischen Krieger auf Block Island zu töten, ihre Frauen und Kinder gefangen zu nehmen und die Insel zu besetzen. Sie töteten 14 Niantic, verbrannten ihr Dorf und die Ernte und führten danach einen ähnlichen Angriff auf ein Pequot-Dorf im östlichen Connecticut. Im folgenden Winter planten die Pequot einen Rache-Feldzug und baten die Narraganset um Hilfe. Roger Williams Einfluss bewirkte, dass die Narraganset das Ansinnen nicht nur ablehnten, sondern sogar die Engländer in Boston warnten und sich mit ihnen verbündeten. Die Allianz mit den Narraganset war der Schlüssel zum englischen Sieg über die Pequot im nächsten Jahr.

### Pequot-Krieg
Die englische Führung in Hartford erklärte formell den Krieg, der später als Pequot-Krieg bekannt wurde, nachdem die Pequot im April 1637 englische Siedlungen am Connecticut River angegriffen und 30 Kolonisten getötet hatten. Im Mai zog eine kleine Armee von 90 Kolonisten und 70 Mohegan-Kriegern unter der Führung von Captain John Mason von Hartford aus nach Süden, um das befestigte Hauptdorf der Pequot am Mystic River zu vernichten. Canonicus schickte 200 Narraganset-Krieger unter der Führung seines Sohns Miantonomo zu Hilfe und erlaubte den Kolonisten aus Massachusetts den Marsch quer durchs Narraganset-Land, die damit einen Überraschungs-Angriff von der anderen Seite führen konnten.
Im Mystic-Fort befanden sich etwa 700 Pequot, vorwiegend Frauen, Kinder und Alte, weil sich die jungen Krieger auf dem Kriegszug gegen englische Siedlungen befanden. Am 25. Mai 1637 wurde das Fort der Pequot von Captain Masons Truppen umstellt und in Brand geschossen. Die Einwohner versuchten zu fliehen, wurden aber in die Flammen zurückgetrieben und etwa 500 Pequot verloren ihr Leben. Captain Mason, der den Befehl hatte, die Pequot auszurotten, verfolgte mit seinem Kommando die geflohenen Indianer, machte sie entweder nieder oder legte sie in Ketten.
Das Mystic-Massaker brach den Widerstandswillen der Pequot. Die übrigen Stammesmitglieder verließen ihre Dörfer und flohen zumeist in kleinen Gruppen zu benachbarten Stämmen, von denen sie entweder aufgenommen oder auch getötet wurden. Die Engländer waren entschlossen, die Pequot zu vernichten. Viele der gefangenen Krieger wurden hingerichtet, Frauen und Kinder verkaufte man als Sklaven nach Westindien. In dem Friedensvertrag, der 1638 in Hartford unterzeichnet wurde, übergab man den Narraganset 80 der gefangenen Pequot als Sklaven und die gleiche Anzahl erhielten die Mohegan. Etwa 1.500 Pequot und Westliche Niantic, die zuvor kapituliert hatten, wurden dem verbündeten Mohegan-Sachem Uncas übergeben. Die Narraganset und Mohegan verpflichteten sich zudem, sich gegenseitig nicht mehr anzugreifen. Das war das Ende des früher so mächtigen Pequot-Stammes.

### Sachem Miantonomo
Nachdem sich die Mohegan auf Betreiben von Uncas mit den Engländern in Connecticut verbündet hatten, begannen sie, kleinere benachbarten Stämme zu unterwerfen und Tribut von ihnen zu fordern, wie von verschiedenen Mattabesic- und Nipmuck-Gruppen. Mit der Aufnahme so vieler Pequot wurden die Mohegan plötzlich zu einem ernsthaften Rivalen für die Narraganset, die diese Aktivitäten mit zunehmendem Misstrauen beobachteten.
Sachem Miantonomo bemühte sich, Verbündete gegen die Mohegan zu gewinnen. Begleitet von 100 Kriegern besuchte er 1642 die Montauk auf Long Island, die Mattabesic im westlichen Connecticut und die Mahican und Wappinger im Tal des Hudson Rivers. Aber nur wenige von diesen Stämmen waren zur Allianz bereit.
Als sich Massachusetts Bay, Plymouth, Hartford und New Haven 1643 zu der Neuengland-Konföderation zusammenschlossen, wurde Rhode Island bewusst übergangen. Trotz aller Bemühungen Miantonomos waren die Narraganset nahezu auf sich allein gestellt und beschlossen, mit den Mohegan allein fertigzuwerden. Ohne die Engländer zu informieren, die wahrscheinlich die Mohegan gewarnt hätten, führte Miantonomo 900 Krieger zu einem Überraschungsangriff auf das Mohegan-Hauptdorf Shetucket, in dem auch Uncas residierte. Die Mohegan standen kurz vor einer Niederlage, als es ihnen gelang, Miantonomo zu fangen. Der Verlust ihres Sachems schockierte die Narraganset und sie brachen den Kampf ab. Uncas übergab seinen prominenten Gefangenen den Engländern in Hartford. Sie entschieden nach Rücksprache mit ihren Landsleuten in Massachusetts, dass Miantonomo wieder zu seinem Volk zurückkehren dürfe. Die Kolonisten eskortierten ihn bis nach Shetucket, als Miantonomo hinterrücks von Uncas' Bruder mit einem Tomahawk erschlagen wurde. Es ist sehr anzuzweifeln, dass diese Exekution ohne ausdrückliche Genehmigung der englischen Behörden erfolgte.
Mit dem Tode Miantonomos war die Vorherrschaft der Narraganset im südlichen Neuengland zu Ende. 1653 überquerten Narraganset-Krieger den Long-Island-Sund und unterwarfen die Montauk am östlichen Ende der Insel. Doch der Kriegszug verärgerte die Engländer, die 1640 an der Südküste in Southampton gesiedelt hatten. Sie drohten den Narraganset mit Krieg und so zogen sich diese wieder über den Sund zurück. Canonicus starb 1647 und ihm folgte sein Enkel Canonchet als Sachem, der die Freundschaft zu Roger Williams fortsetzte.

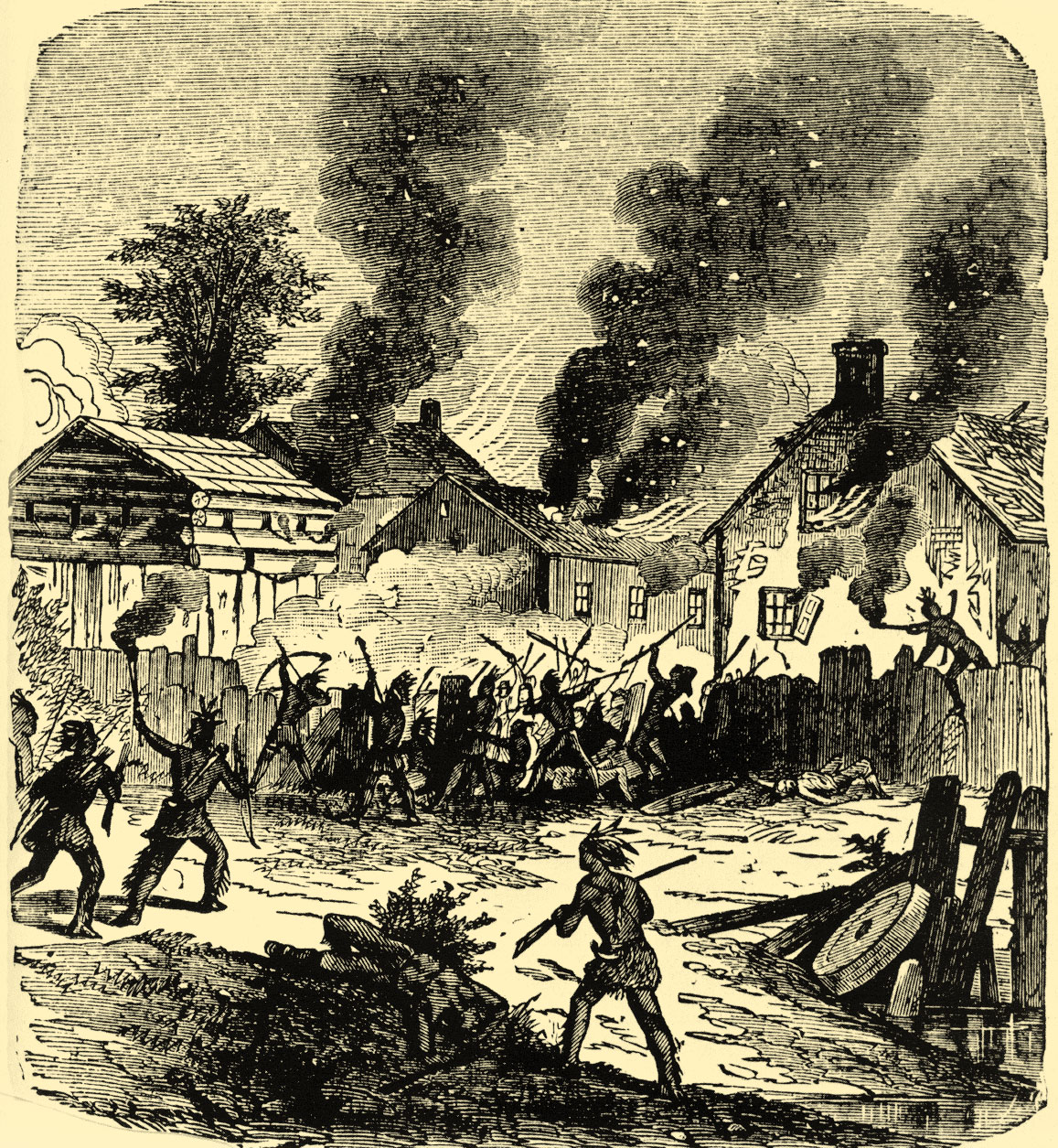
Belagerung von Brookfield (Connecticut) im King Philip’s War

### King Philip’s War
Nach dem Tode des Wampanoag-Sachems Massasoit im Jahr 1661 folgte zunächst sein ältester Sohn Wamsutta, der aber nach kurzer Zeit unter mysteriösen Umständen ums Leben kam. Sein Nachfolger wurde sein jüngerer Bruder Metacomet, den die Engländer King Philip nannten. Allem Anschein nach war Philip kein radikaler Sachem, doch unter seiner Führung kam es zu einer dramatischen Änderung in der Haltung der Wampanoag gegenüber den Kolonisten. Ihnen war inzwischen klar geworden, dass die Engländer ihnen nach und nach alles nehmen würden, sowohl ihr Land als auch ihre traditionelle Kultur, Lebensweise und Religion. Andere Stämme teilten diese Befürchtung, und King Philip fand offene Ohren, als er heimlich mit der Organisation eines groß angelegten Aufstands begann. Seine geheimen Pläne wurden jedoch bald verraten, denn ein Netzwerk von Informanten warnte die Engländer. Diese forderten King Philip verschiedene Male auf, seine Pläne zu erklären und Friedens- oder Freundschaftsverträge zu unterzeichnen.
Er kam diesen Aufforderungen zwar nach, betrieb jedoch weiterhin die Vorbereitungen für den Aufstand. Um 1674 hatte er gegen den Einspruch des inzwischen alt gewordenen Roger Williams auch die Narraganset überzeugt, am Aufstand teilzunehmen. Im Jahre 1674 übertraf die Zahl der Kolonisten diejenige der Ureinwohner um das Doppelte. Wenn er eine Erfolgschance haben wollten, brauchte King Philip die Narraganset. Ende Juni 1675 wurde ein Wampanoag in der Nähe der englischen Siedlung Swansea getötet, und damit begann der King Philip’s War. Die Wampanoag überfielen die Orte Swansea, Taunton, Tiverton und Dartmouth im südöstlichen Massachusetts. Trotz der Vorwarnungen und ihrer Überzahl bekamen die Engländer große Probleme. Die Wampanoag und ihre Alliierten waren von den Franzosen, aber auch von den Engländern selbst mit Feuerwaffen gut ausgerüstet.

### Großes Sumpf-Massaker
Die Engländer setzten die Narraganset unter Druck, sofort einen Neutralitätsvertrag mit ihnen zu unterzeichnen. Die Narraganset flohen aus ihren Dörfern und suchten Schutz vor dem Krieg in einem großen, befestigten Lager, das inmitten eines Sumpfes beim heutigen South Kingstown in Rhode Island lag. Auch King Philip brachte seine Familie vorsorglich im Fort der Narraganset unter. Die Engländer sahen dies als Bruch des Neutralitätspakts mit den Narraganset an, und im Dezember erschien eine 1.000 Mann starke Kolonialarmee, zusammen mit 150 Mohegan-Scouts, und belagerte das Narraganset-Fort im Sumpf. Sie forderten Canonchet auf, die Familie King Philips auszuliefern. Nachdem Canonchet die Forderung zurückgewiesen hatte, gelang es den Engländern unter Captain Church, in das Dorf einzudringen und die Hütten in Brand zu setzen. Viele Indianer flüchteten in den Sumpf und mussten in ohnmächtiger Wut zusehen, wie Frauen, Kinder und Alte bei lebendigem Leib verbrannten. In diesem Gefecht, das als Großes Sumpf-Massaker (englisch Great Swamp Massacre) bekannt wurde, verloren die Narraganset mehr als 600 Stammesmitglieder und 20 Sachems.
Einer größeren Anzahl von Narraganset-Kriegern unter Canonchet gelang die Flucht nach Westen. Nach der Vereinigung mit King Philips Truppe führte Canonchet im Februar 1676 mehrere Überfälle auf englische Siedlungen am Connecticut River und im März konnte er Captain Wadsworth in einen Hinterhalt locken und dessen Einheit nahezu vernichten. Bald jedoch wurde der Hunger ein größerer Feind als die Engländer. Im April kehrte Canonchet nach Rhode Island zurück, um für Philip Saatgut aus einem geheimen Versteck zu holen. Auf dem Rückmarsch wurde Canonchet von Mohegan gefangen, den Engländern ausgeliefert und später von einem Exekutionskommando erschossen.

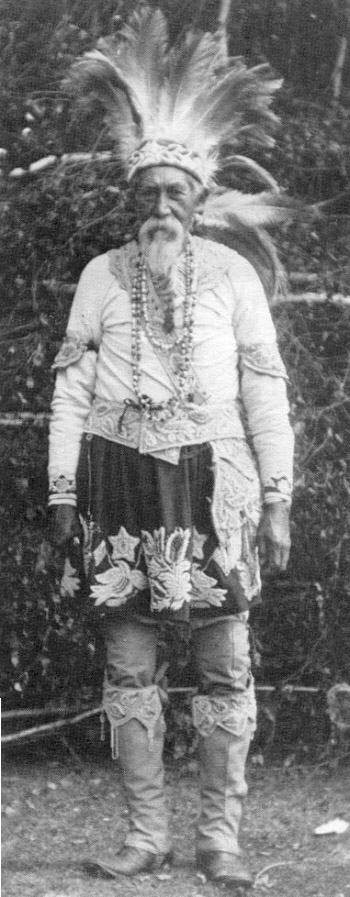
Lester Skeesuk, ein Narraganset-Mohegan in Brothertown, Wisconsin, 1904 aufgenommen.

### Folgen des Krieges
Die 3.000 überlebenden Narraganset, überwiegend Frauen, Kinder und Alte, wurden gnadenlos gejagt und allein im Jahre 1676 verkauften die Engländer über 500 Frauen und Kinder von Plymouth aus als Sklaven nach Westindien. Die gefangenen Krieger wurden fast alle hingerichtet. Wie viele von ihnen Zuflucht bei den Abenaki, Mahican und Irokesen fanden, ist weitgehend unbekannt. Von den fast 5.000 Narraganset vor dem Krieg überlebten weniger als 500 Angehörige und unterzeichneten 1682 einen Friedensvertrag mit den Engländern. Die Östlichen Niantic waren im Krieg neutral geblieben und erhielten ein kleines Reservat bei Charlestown in Rhode Island, wohin auch die Reste der Narraganset ziehen durften. Für die dadurch gebildete Gruppe setzte sich aber nicht die Bezeichnung Niantic durch, sondern es blieb bei der Bezeichnung Narraganset, vielleicht auch, weil die Niantic ursprünglich lediglich ein Teilstamm waren. Einige gingen auch zu den Mohegan in Connecticut. 1788 verließen viele der Narraganset das Reservat in Rhode Island und die Mohegan-Dörfer und zogen zu den Brotherton-Indianern im Oneida-Reservat in New York. Die Brotherton-Indianer wurden 1822 und 1834 gemeinsam mit den Oneida und Stockbridge-Indianern in das nördliche Wisconsin umgesiedelt und viele ihrer Nachkommen leben noch heute in Wisconsin auf der Ostseite des Lake Winnebago.

### Sachems der Narraganset
| Name        | Regierungszeit | Verwandtschaft            | Anmerkungen                                                               |
| ----------- | -------------- | ------------------------- | ------------------------------------------------------------------------- |
| Tashtassuck |                |                           | Historisch unsicher                                                       |
| Wessoum     |                | Sohn des Vorgängers       | Historisch unsicher, soll seine Schwester geheiratet haben                |
| Canonicus   | bis 1636       | Sohn des Vorgängers       |                                                                           |
| Miantonomo  | 1636 bis 1643  | Neffe des Vorgängers      |                                                                           |
| Canonicus   | 1643 bis 1644  | Onkel des Vorgängers      | 2. Häuptlingswürde                                                        |
| Pessicus    | 1644 bis 1647  | Neffe des Vorgängers      |                                                                           |
| Mriksah     | 1647 bis 1657  | Vetter des Vorgängers     |                                                                           |
| Canonchet   | 1657 bis 1676  | Großcousin des Vorgängers |                                                                           |
| Interregnum | 1676 bis 1682  |                           | 1682 schließen sich die verbliebenen Narraganset den östlichen Niantic an |

### Heutige Situation
Durch die wachsende Zahl an Kolonisten verschwand das Wild aus den Jagdgründen im südlichen Rhode Island. Außerdem führten die Kolonisten Hausschweine ein, die an der Küste weideten und die Muscheln am Strand ausgruben – die traditionelle Nahrungsquelle der Narraganset. Trotz der Probleme blieben die meisten Narraganset in Rhode Island. Der Bundesstaat hob 1880 einseitig den Stammesstatus auf. Heute hat der Stamm, neben privatrechtlich erworbenem Grund, ein offizielles Reservat von 7,3 m² im nordwestlichen Bereich des Gemeindegebietes von Charlestown (Rhode Island). Auch die Position des Sachems als traditioneller Führer wurde aufgehoben und man übertrug dessen Befugnisse an einen Rat, der aus fünf Personen bestand. Die Stammesmitglieder jedoch folgten weiterhin eher dem Sachem als den Ratsmitgliedern. Seit 1935 wird am zweiten Wochenende im April ein jährliches Treffen abgehalten, bekannt als Rhode Island Indian Day. Der Narragansett Tribe of Indians wurde im Dezember 1934 gegründet und am 11. April 1983 erhielten die Narraganset die bundesstaatliche Anerkennung (engl. Federal recognition and acknowledgement). Seit 2003 lautete der offizielle Stammesname Narragansett Indian Tribe of Rhode Island, der vom Bureau of Indian Affairs verwendet wird. Vorfahren der ehemaligen US-Präsidenten George W. Bush und seines Vaters George H. W. Bush stammen möglicherweise von den Narraganset ab.

## Demografie
| Jahr | Anzahl  | Anmerkung                   | Quelle                                            |
| ---- | ------- | --------------------------- | ------------------------------------------------- |
| 1600 | 4.000   | Narraganset + Östl. Niantic | James Mooney                                      |
| 1675 | 2.000   | Krieger                     | Thomas u. Richard Stanton                         |
| 1676 | 100     | Überlebende in Rhode Island | William Hubbard                                   |
| 1730 | 985     | Narraganset + Niantic       | John Callender                                    |
| 1833 | 199     | Charlestown                 | Commissioner on the Narragansett Tribe of Indians |
| 1858 | 132     | Charlestown                 | Commissioner on the Narragansett Tribe of Indians |
| 1870 | ca. 100 | Charlestown                 | unbekannt                                         |
| 1880 | 302     | südliches Rhode Island      | Detribalization Commission                        |
| 1972 | 424     | Stammesmitglieder           | Theodore W. Taylor                                |
| 2000 | 2.137   | Stammesmitglieder           | US Census                                         |